# Elisabeth Birnbaum
Elisabeth Birnbaum (* 1969 in Wien) ist eine österreichische römisch-katholische Theologin mit dem Schwerpunkt Altes Testament und Sängerin. Seit 2017 ist sie Direktorin des Österreichischen Katholischen Bibelwerks.

## Leben
Birnbaum entstammt einer Wiener Musikerfamilie, ihr Vater und Onkel sind Philharmoniker. Nachdem sie eine Gesangsausbildung für Operette und Musical sowie für Lied und Oratorium absolviert hatte, war sie freischaffende Sängerin und Gesangslehrerin. Von 1999 bis 2004 studierte Birnbaum katholische Theologie an der Universität Wien, das sie mit einer Diplomarbeit zu „Das Alte Testament im Oratorium“ abschloss. 2007 erfolgte die Promotion in katholischer Theologie an der Universität Wien mit der Dissertation zum Buch Judit. Danach wirkte Birnbaum von 2007 bis 2013 als Universitätsassistentin und Projektmitarbeiterin an der Universität Wien für das Alte Testament.
Birnbaum lehrt Altes Testament im Wiener Theologische Kurs, einer Erwachsenenbildungseinrichtung der römisch-katholischen Kirche. Im Sommersemester 2013 übernahm sie die Lehrstuhlvertretung für Altes Testament an der TU Dresden. Vom Dezember 2013 bis April 2017 war sie unter der Leitung von Susanne Gillmayr-Bucher wissenschaftliche Mitarbeiterin an der KU Linz beim FWF-Forschungsprojekt: „König, Liebhaber, Weiser und Skeptiker: Rezeptionen Salomos“.
Birnbaums Forschungsschwerpunkte sind Bibelhermeneutik, Rezeptions- und Auslegungsgeschichte, Bibel und Pastoral sowie die Bücher Weisheit, Judit, Kohelet und das Hohelied.
Seit 2017 ist sie Direktorin des Österreichischen Katholischen Bibelwerks.
Birnbaum ist mit einem Musiker verheiratet. Sie lebt und arbeitet in Wien.
Im Vorfeld der Nationalratswahl in Österreich 2024 reklamierte Birnbaum auf feinschwarz.net die Verzweckung christlicher Werte im Wahlkampf, wobei sie besonders die FPÖ ins Visier nahm und deren Verteidigung des Christentums als Legitimation für Fremdenfeindlichkeit bezeichnete.

## Veröffentlichungen (in Auswahl)
- Der Koheletkommentar des Hieronymus : Einleitung, revidierter Text, Übersetzung und Kommentierung (= Corpus Scriptorum Ecclesiasticorum Latinorum : Extra seriem). De Gruyter, Berlin 2014, ISBN 978-3-11-037568-8.
- Das Juditbuch im Wien des 17. und 18. Jahrhunderts : Exegese, Predigt, Musik, Theater, Bildende Kunst (= Österreichische biblische Studien. Band 35). Lang, Frankfurt am Main 2009, ISBN 978-3-631-59571-8.
- Schnellkurs Bibel : eine Einführung in 30 Schritten. kbw Bibelwerk, Stuttgart 2024, ISBN 978-3-460-32632-3.
- Die Schöpfung von Joseph Haydn. kbw Bibelwerk, Stuttgart 2023, ISBN 978-3-460-08608-1.